# Красний Бор (Холмський район)
Красний Бор (рос. Красный Бор) — присілок в Холмському районі Новгородської області Російської Федерації.
Населення становить 226 осіб. Входить до складу муніципального утворення Красноборське сільське поселення.

## Історія
Від 2004 року входить до складу муніципального утворення Красноборське сільське поселення.

## Населення
| 2010 |
| ---- |
| 226  |